# Cypripedium shanxiense
Cypripedium shanxiense là một loài thực vật có hoa trong họ Lan. Loài này được S.C.Chen mô tả khoa học đầu tiên năm 1983.